# Radweg Deutsche Einheit

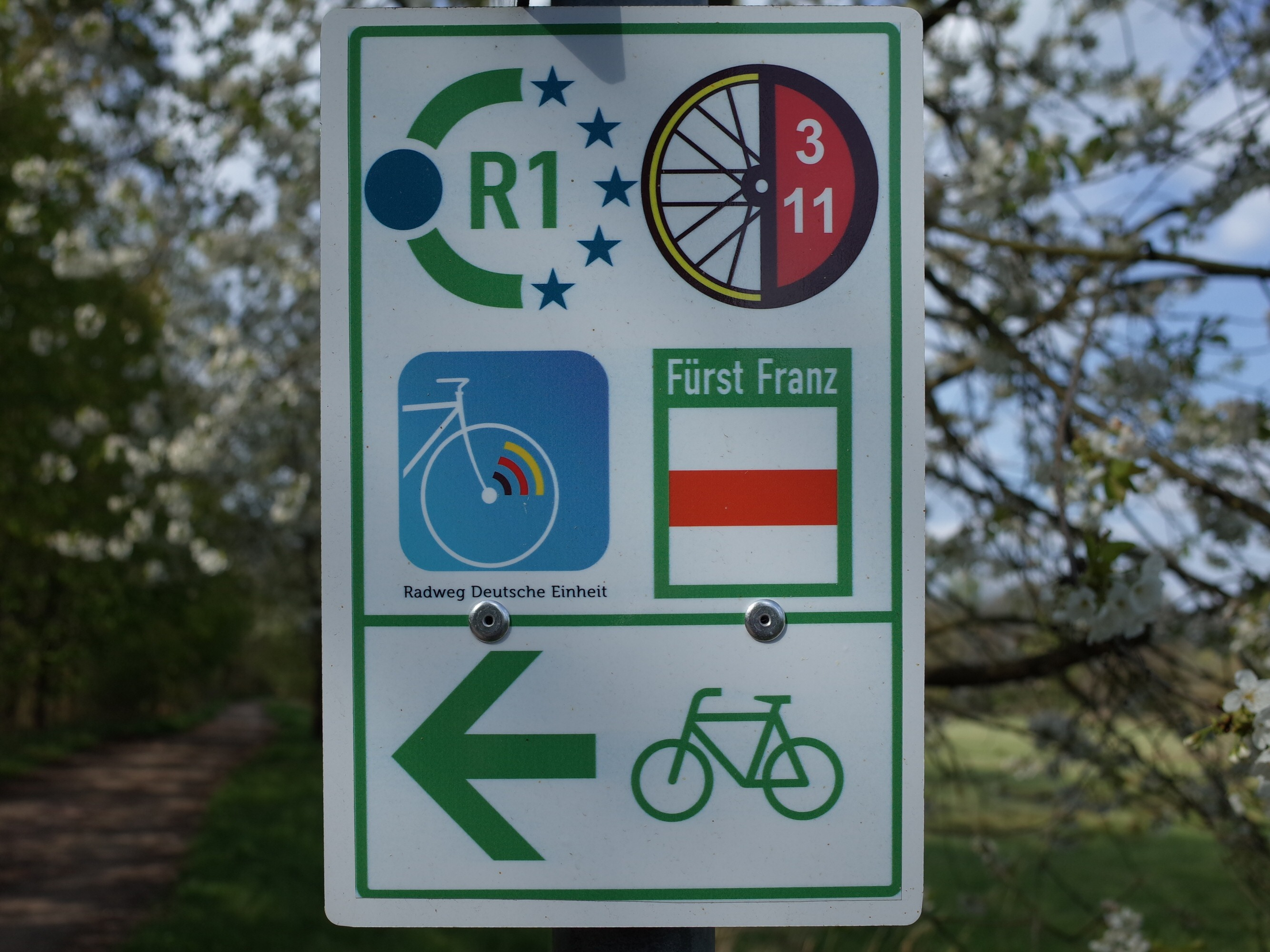
Wegweiser, Logo Mitte links

Der Radweg Deutsche Einheit ist ein touristischer Radwanderweg, der auf einer Gesamtstrecke von rund 1100 Kilometern von Bonn kommend durch sieben Bundesländer nach Berlin verläuft. Er verfolgt zum einen das Ziel, den Entwicklungsprozess und den Stand der Deutschen Einheit zu veranschaulichen. Neuartig ist das weitere Ziel, Radtourismus mit Angeboten digitaler Information zu versehen und eine Infrastruktur für Elektromobilität von Radfahrern zu errichten.

## Entstehung
Das Konzept für den Radweg wurde 2015 vom Bundesministerium für Verkehr und digitale Infrastruktur (BMVI) in Zusammenarbeit mit den Bundesländern aus Anlass des Jubiläumsjahrs 25 Jahre „Deutsche Einheit“ entwickelt. 2016 wurde der Weg ausgeschildert. Der Verlauf wurde so geplant, dass er auf weiter Strecke die Trassen bereits bestehender Radwege benutzt.
- Rheinradweg
- Lahnradweg
- Hessischer Radfernweg R2
- Bahnradweg Rotkäppchenland / Mittelland-Route (D4)
- Fulda-Radweg / Hessischer Radfernweg R1
- Weser-Radweg
- Harzrundweg
- D-Route 3 / D-Route 11

Einzelne Teilstücke werden neu errichtet, wobei noch nicht alle Lücken geschlossen sind (Stand 27. März 2017).

## Streckenverlauf
Der Weg ist in fünf Abschnitte von Bonn über Gießen, Kassel, Goslar und Dessau nach Berlin unterteilt. Es werden insgesamt 20 Etappen vorgeschlagen:

### 1. Abschnitt Bonn–Gießen
- Bonn–Koblenz
- Koblenz–Limburg
- Limburg–Weilburg
- Weilburg–Gießen

Ziele im Abschnitt Bonn–Gießen
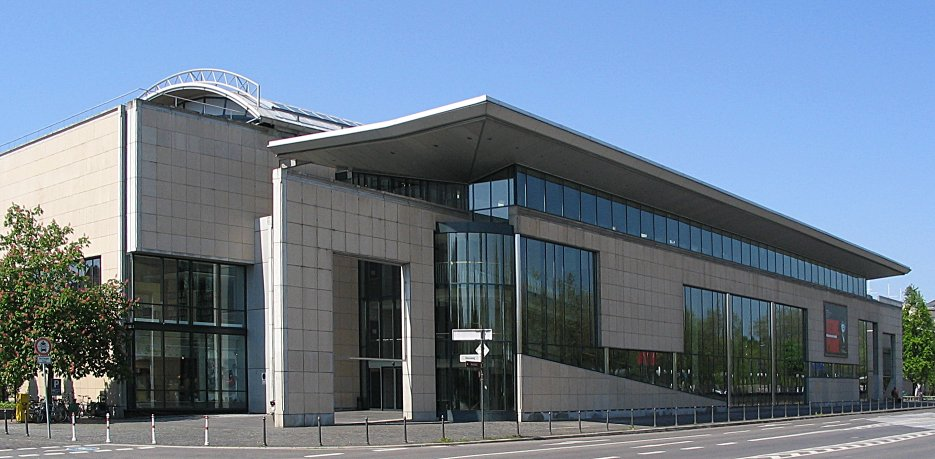
Haus der Geschichte Bonn
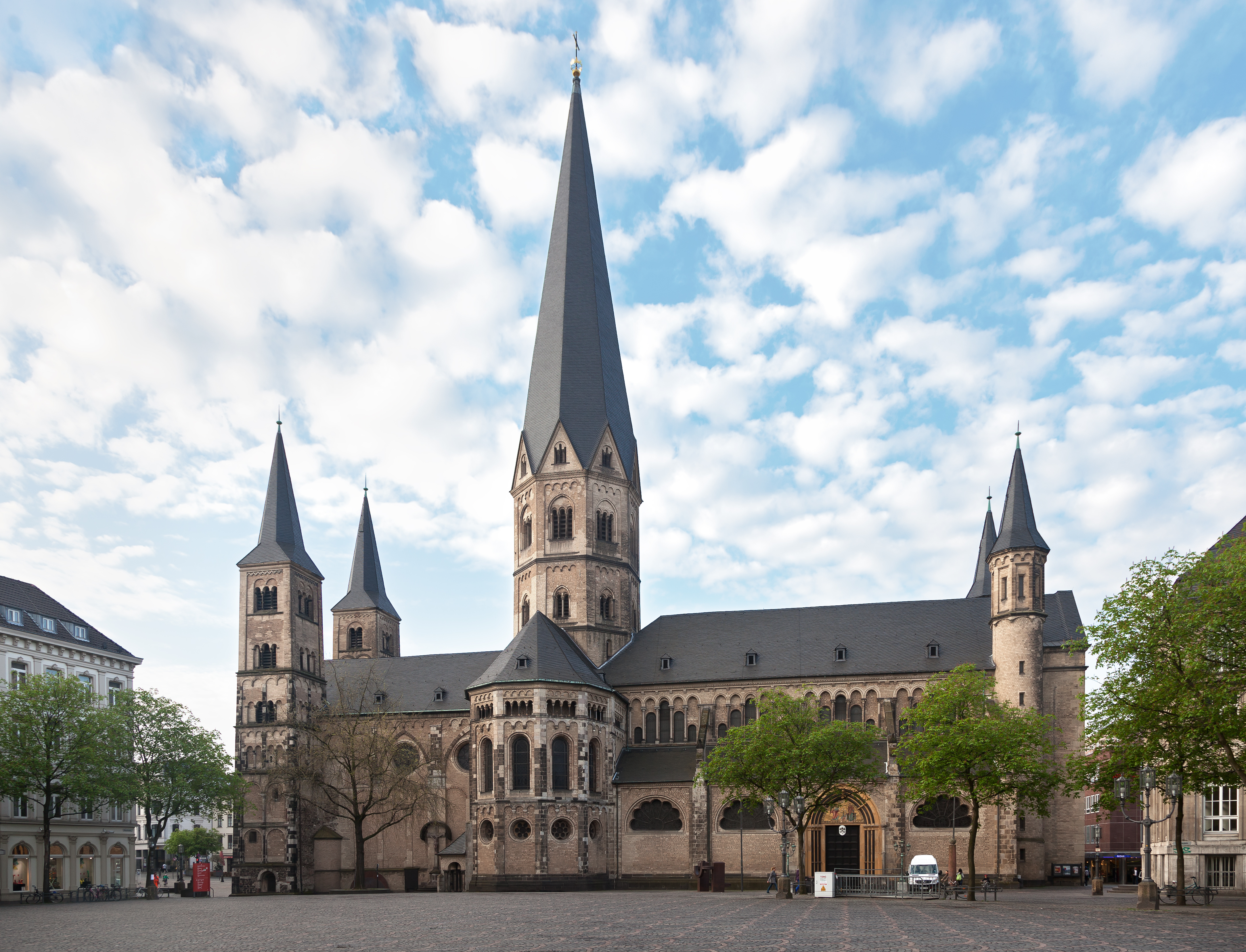
Bonner Münster
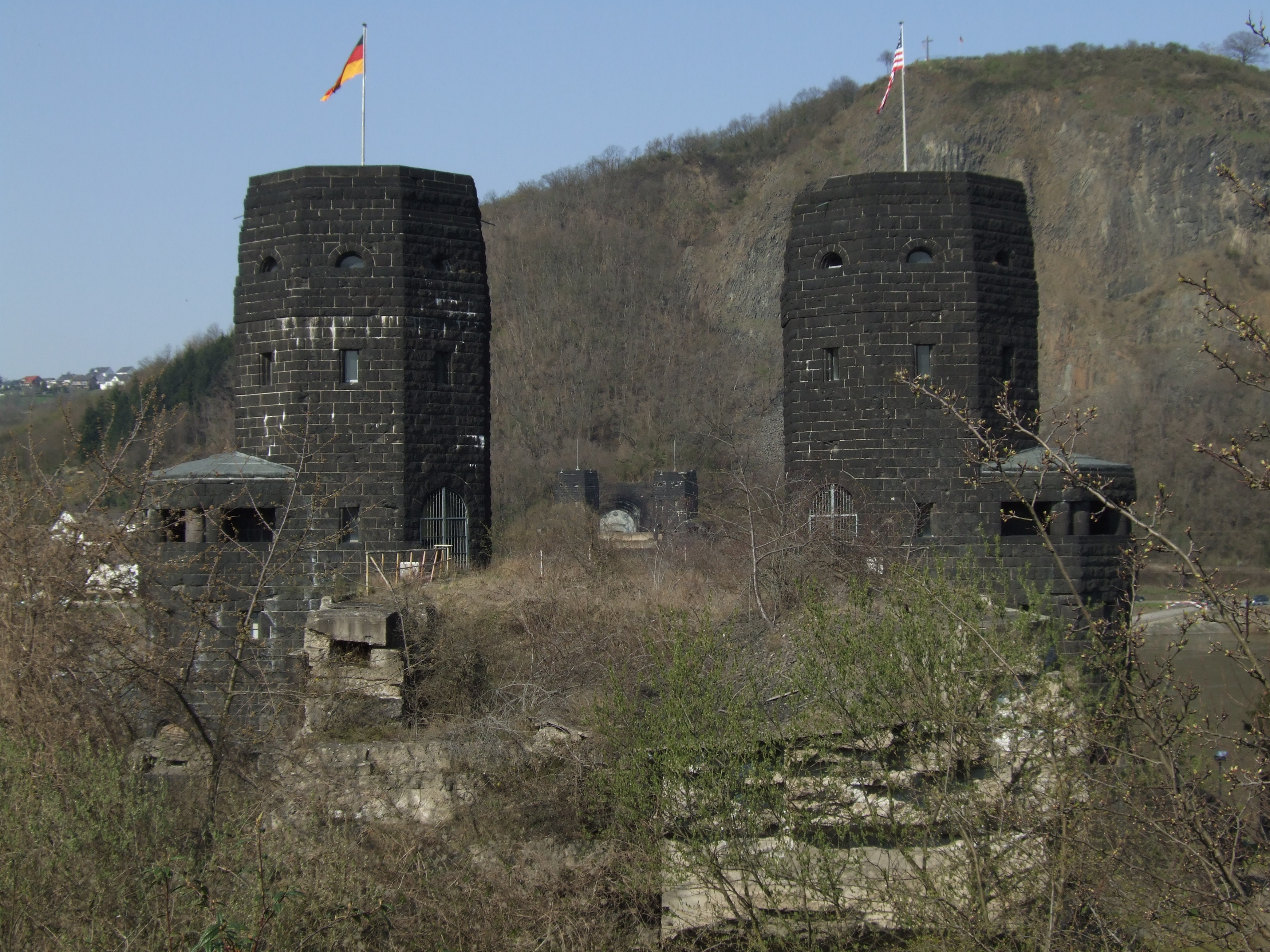
Brücke von Remagen
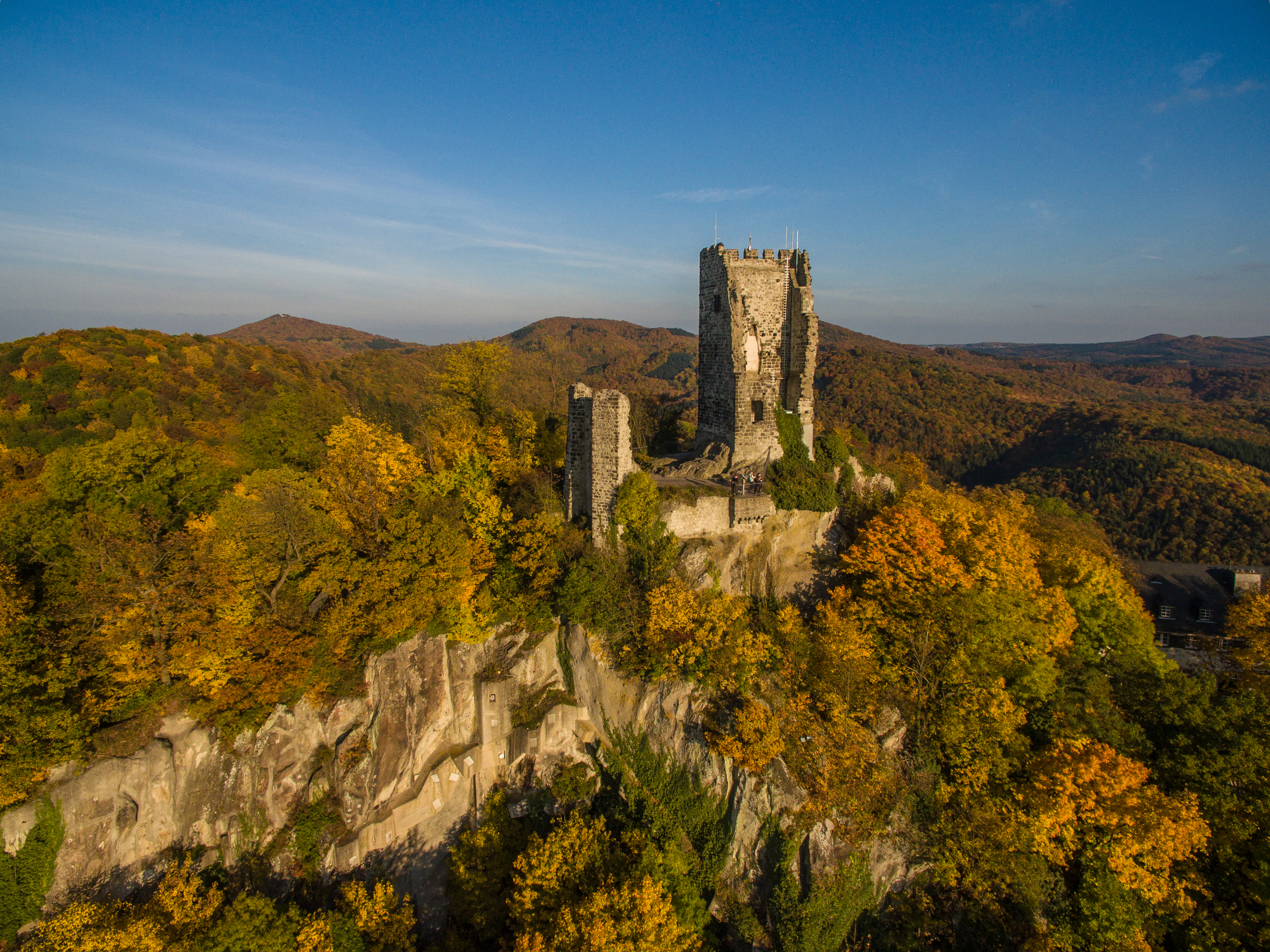
Drachenfels
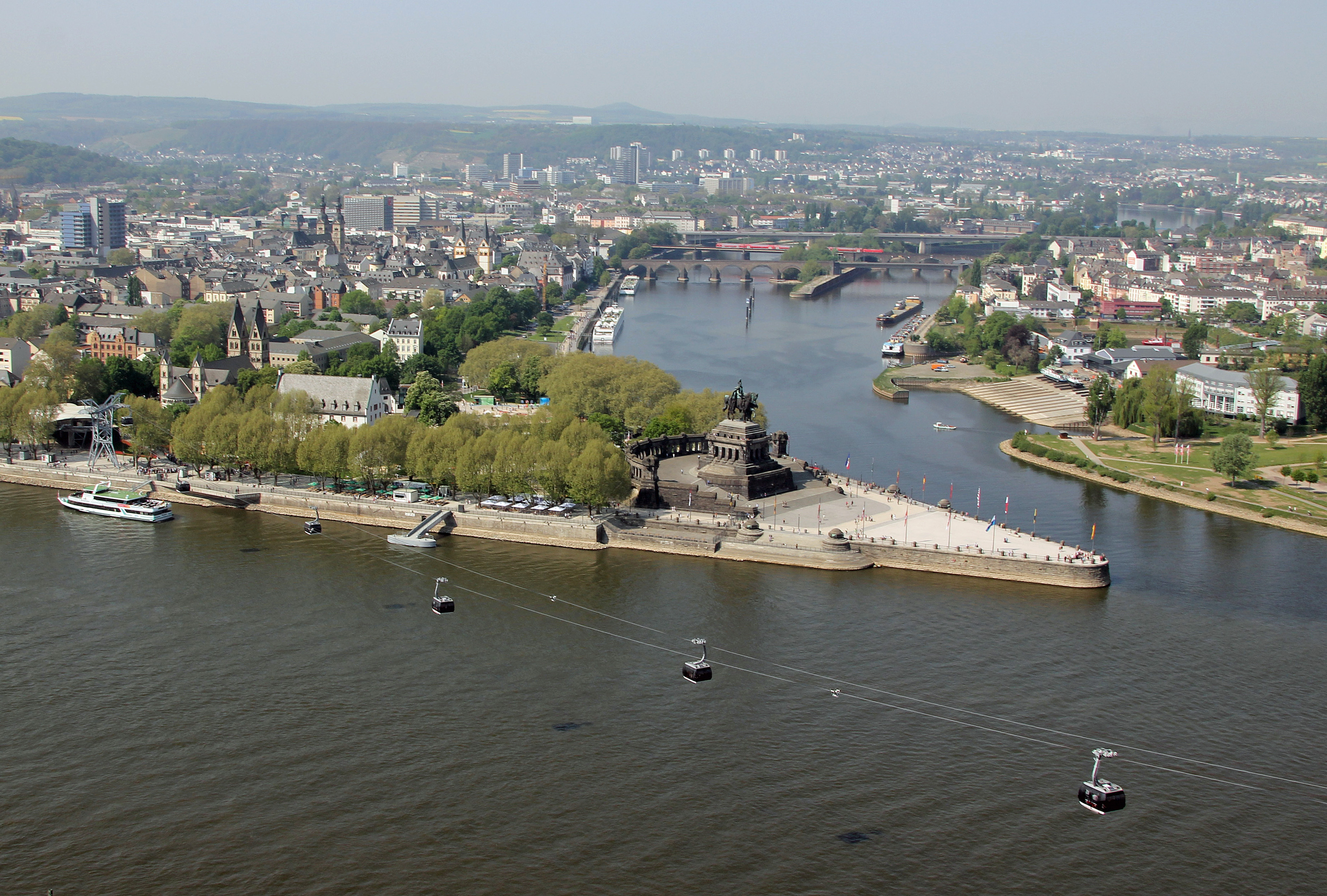
Deutsches Eck in Koblenz
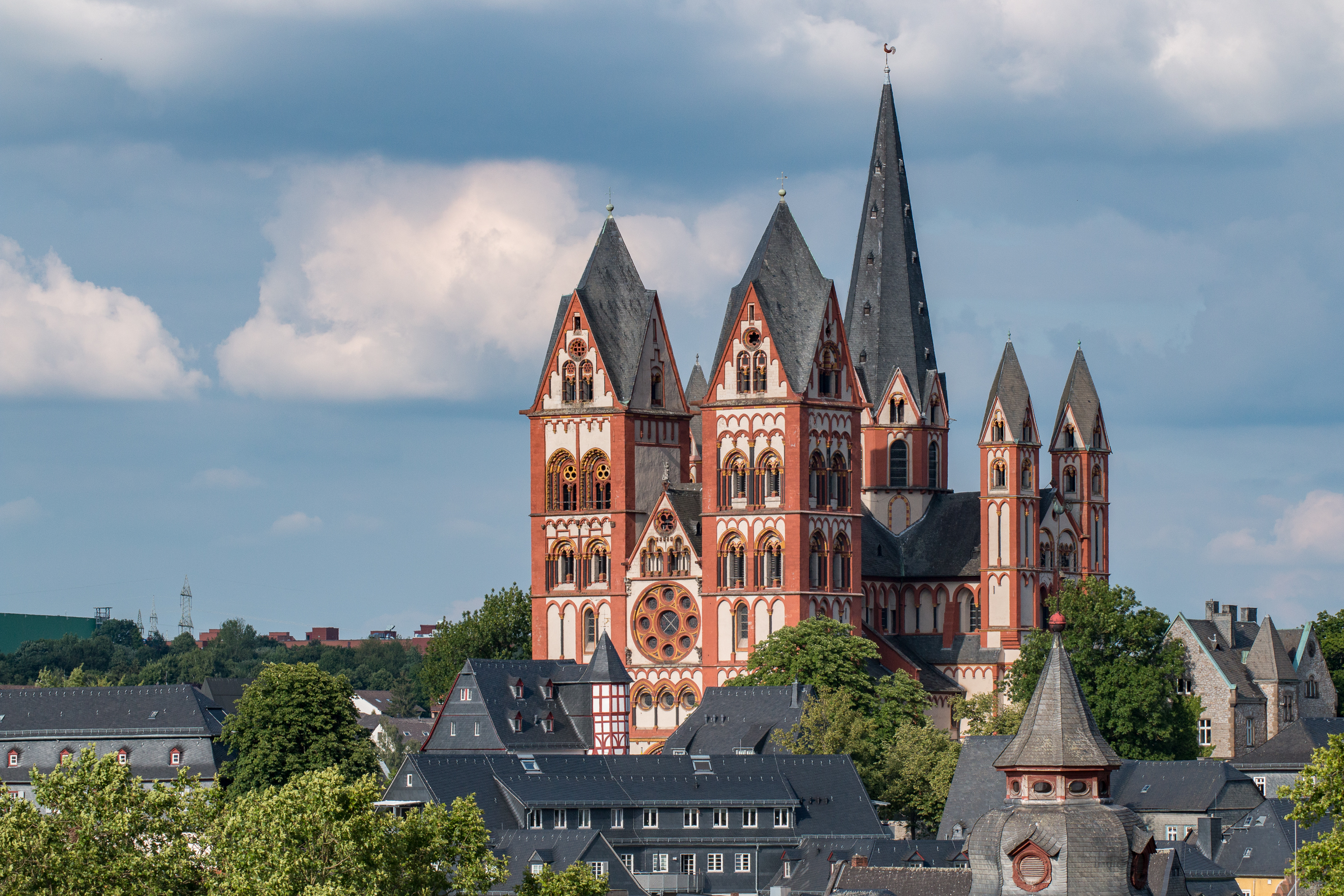
Limburger Dom
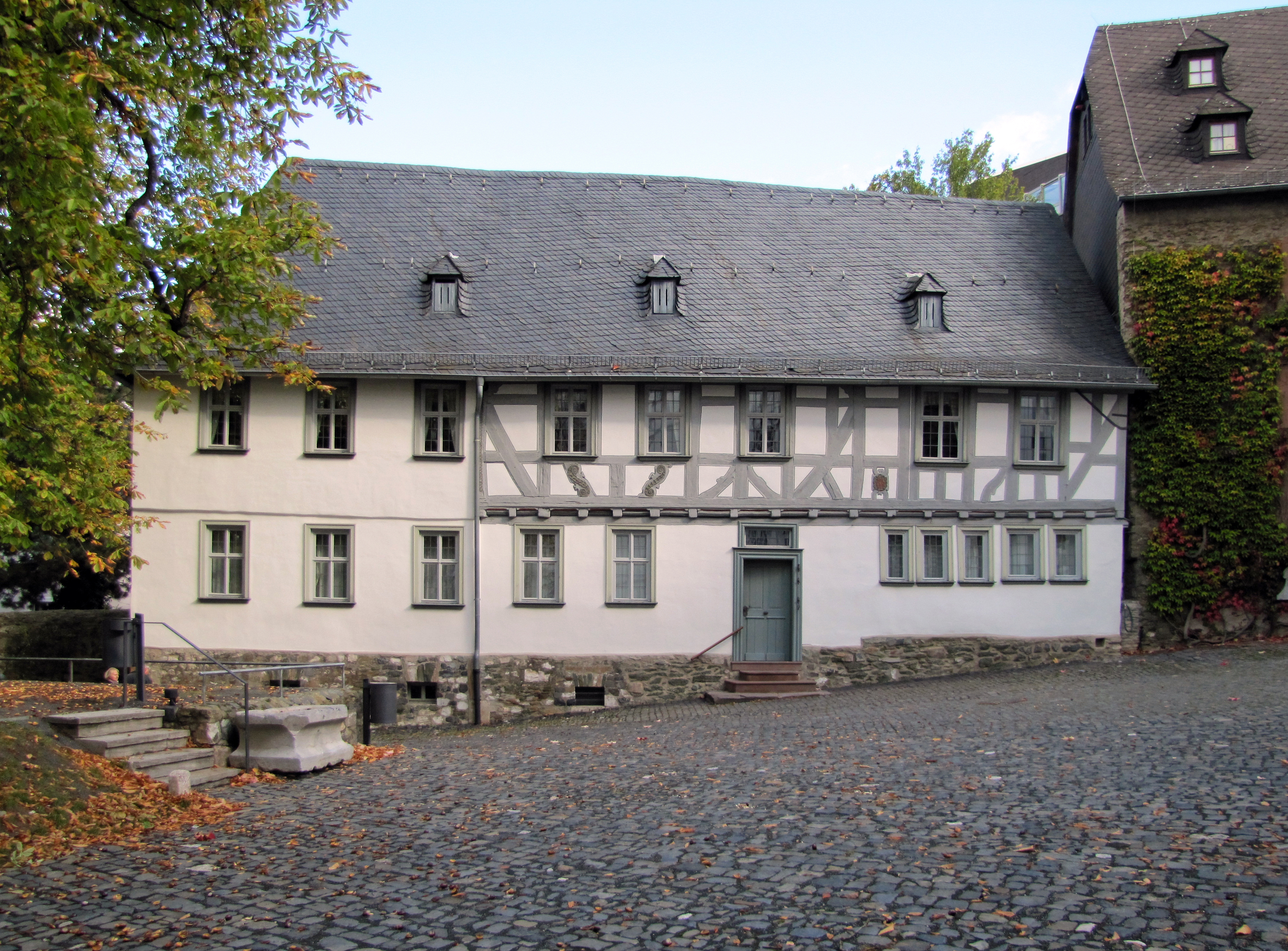
Lottehaus Wetzlar
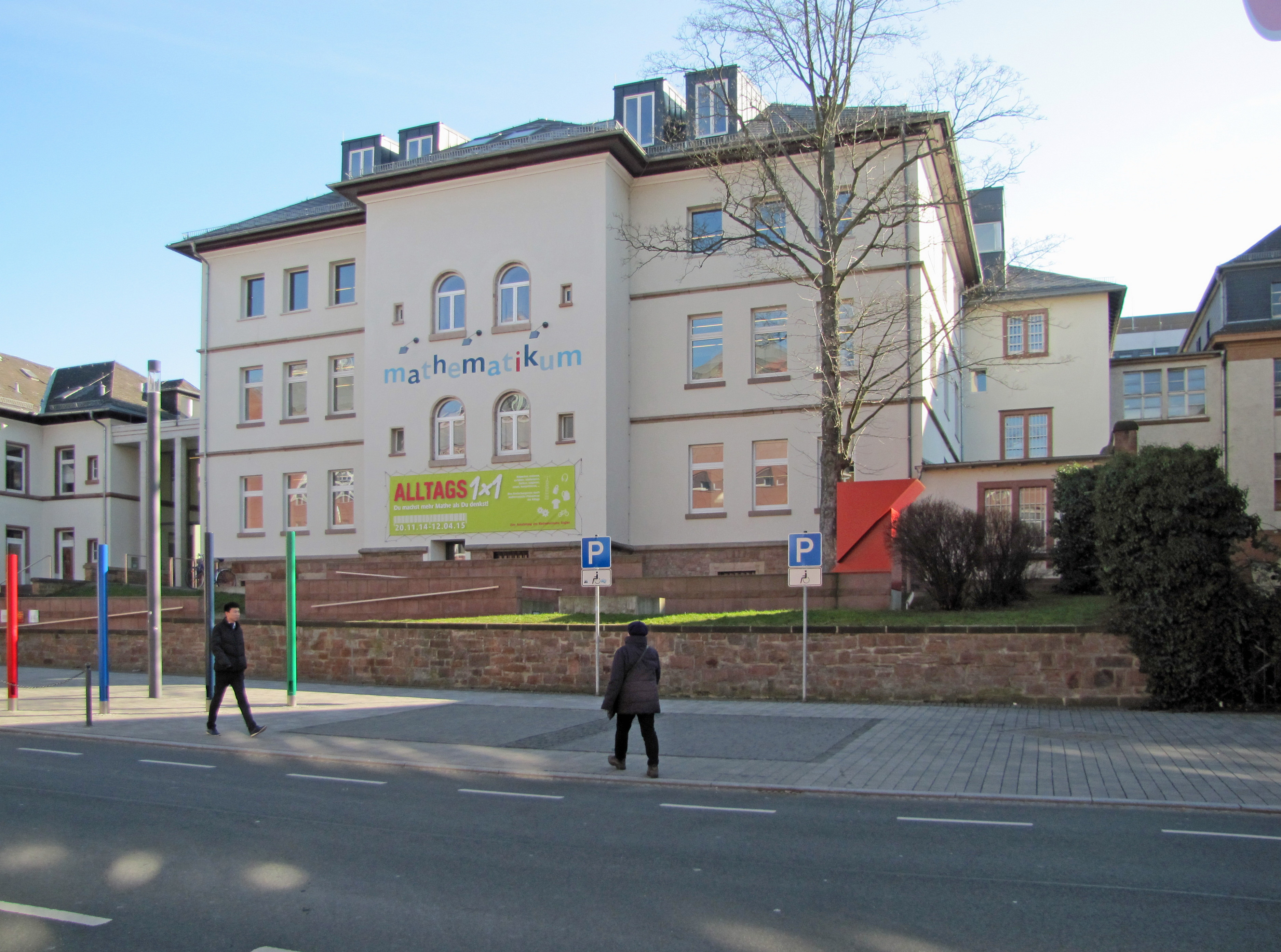
Mathematikum in Gießen

### 2. Abschnitt Gießen–Kassel
Im August 2021 wurde der Radweg zwischen Momberg und Neustadt durch den Bau der Bundesautobahn 49 unterbrochen. Dort endet der Weg abrupt im freien Feld. Anfangs wurde keine Umleitung ausgeschildert. Eine provisorische Umleitung über Straßen mit Schwerlastverkehr wurde inzwischen eingerichtet. Mittlerweile wird der vor Jahren gemachte Vorschlag einer Umleitung durch das Frauenrodt zwischen Neustadt und Wiera weiterverfolgt, die Befahrbarkeit soll in den nächsten Monaten hergestellt werden.
- Gießen–Marburg
- Marburg–Schwalmstadt
- Schwalmstadt–Bad Hersfeld
- Bad Hersfeld–Rotenburg an der Fulda
- Rotenburg an der Fulda–Kassel

Ziele im Abschnitt Gießen–Kassel
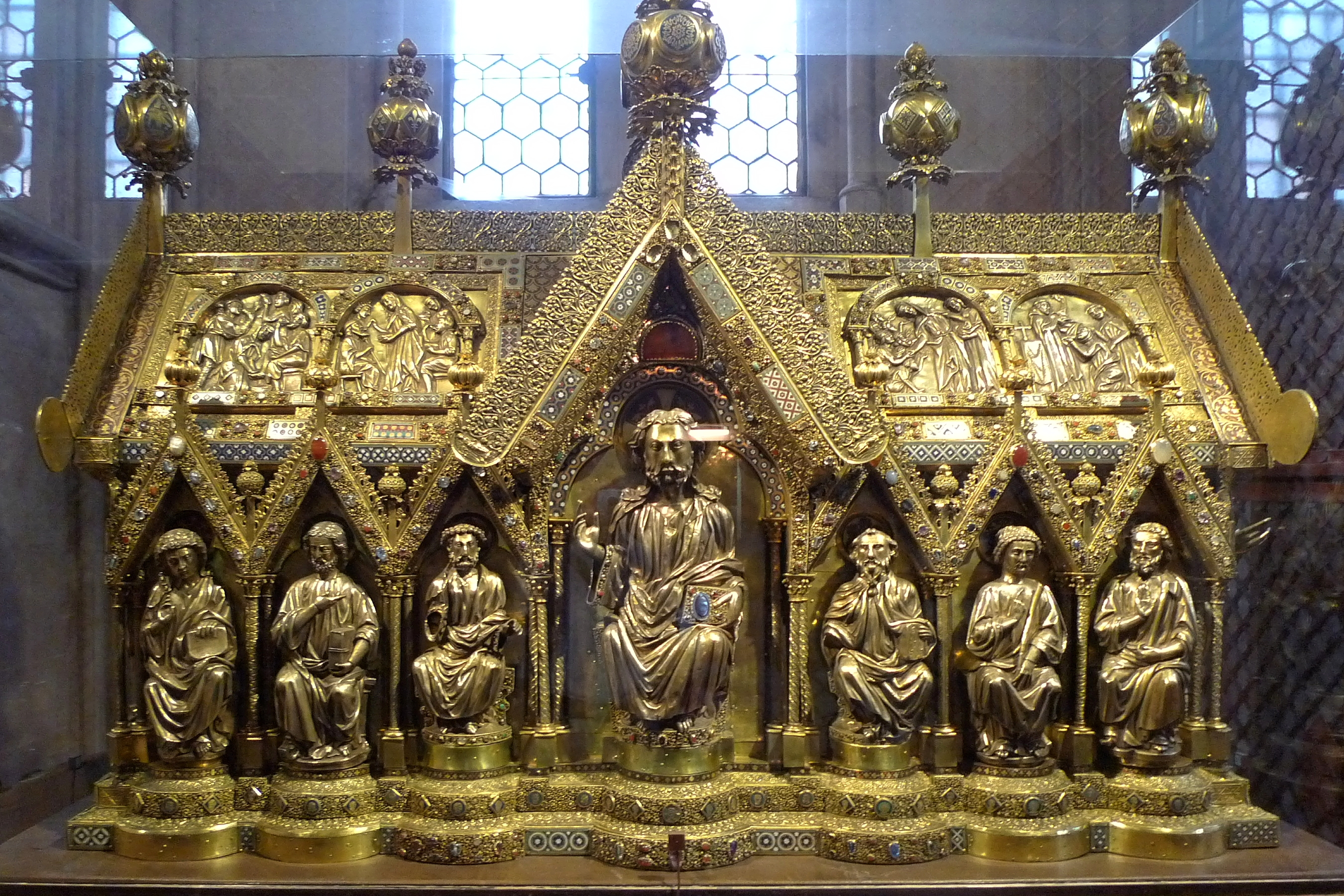
Goldener Schrein in der Elisabethkirche (Marburg)
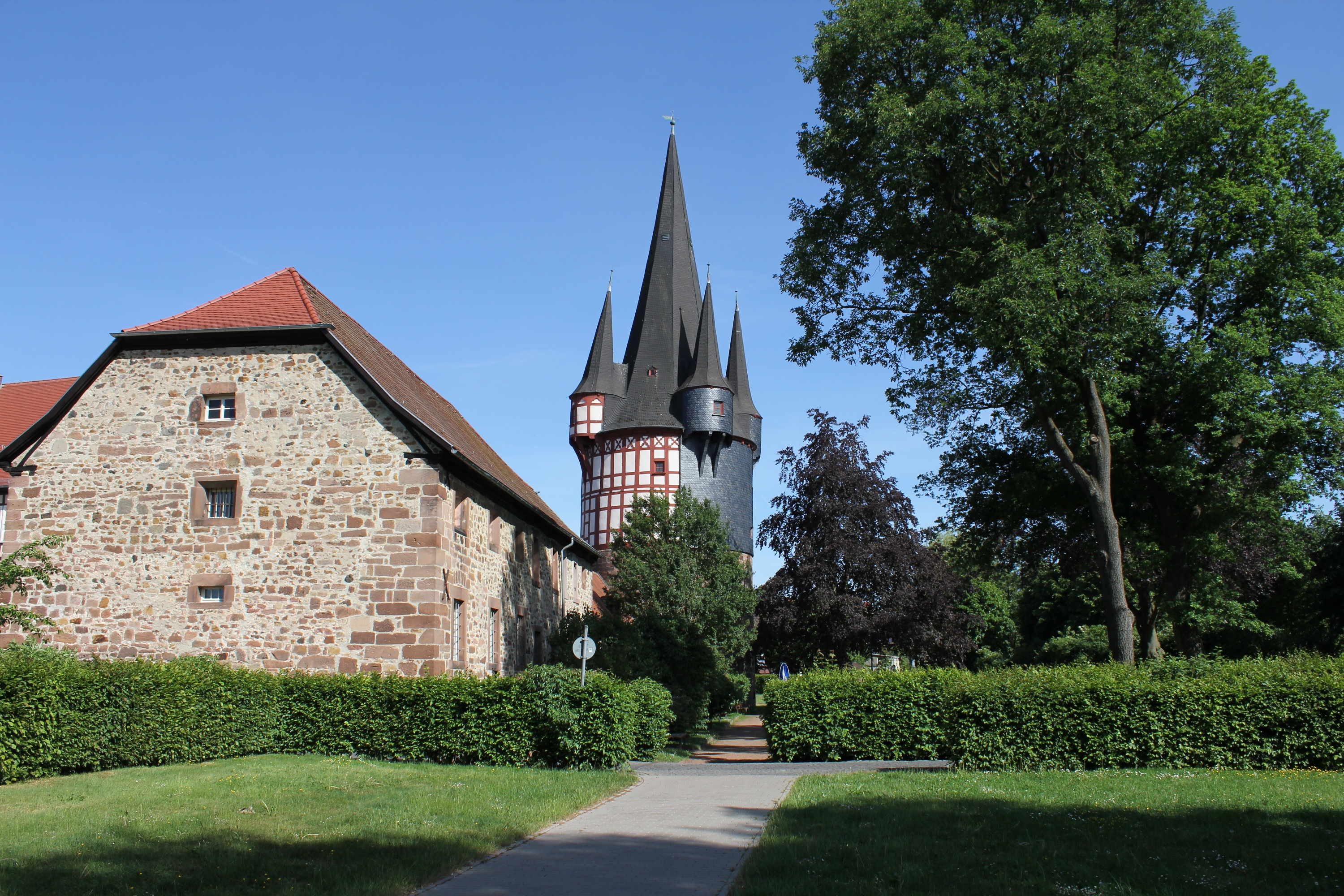
Junker-Hansen-Turm in Neustadt (Hessen)
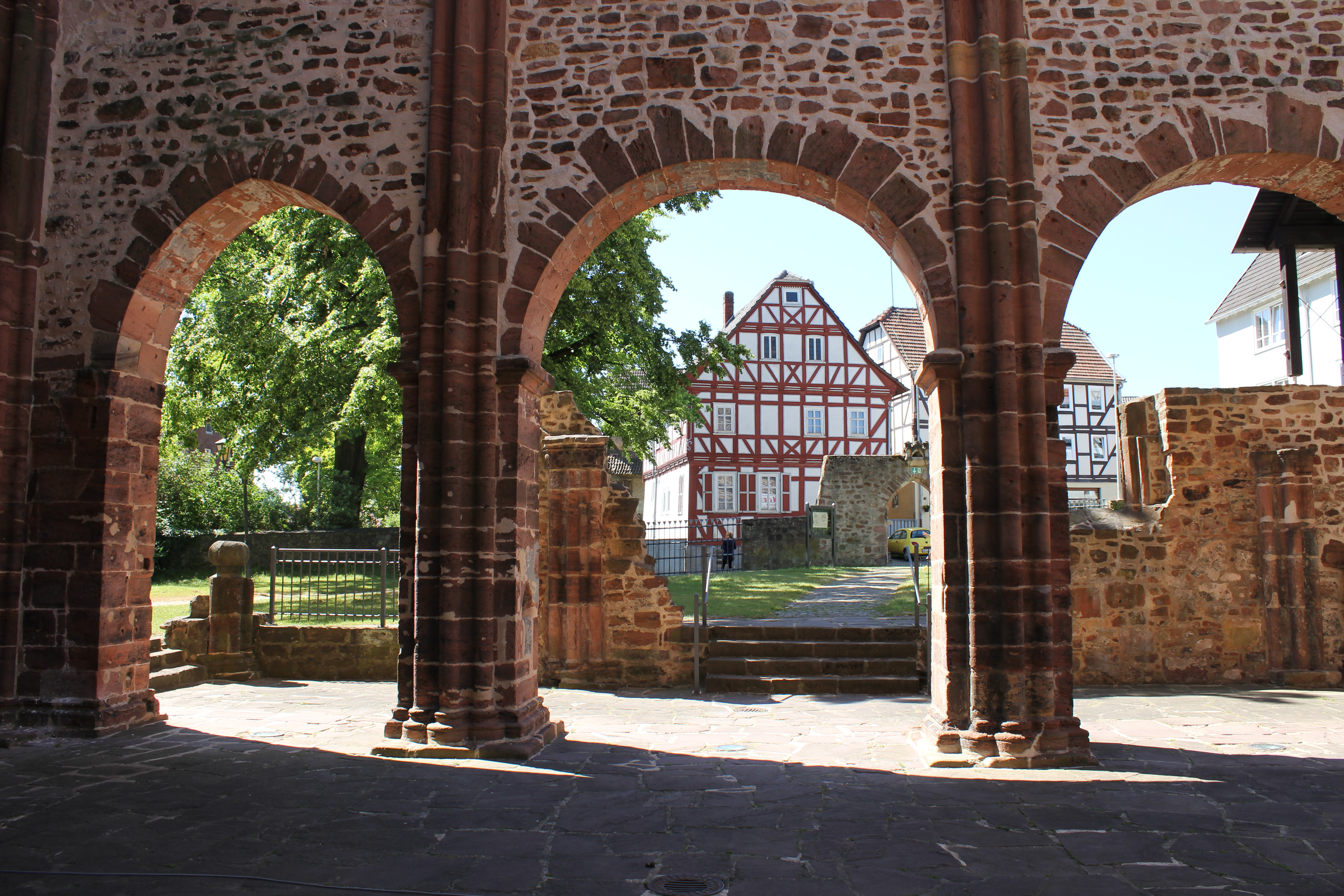
Totenkirche in Treysa
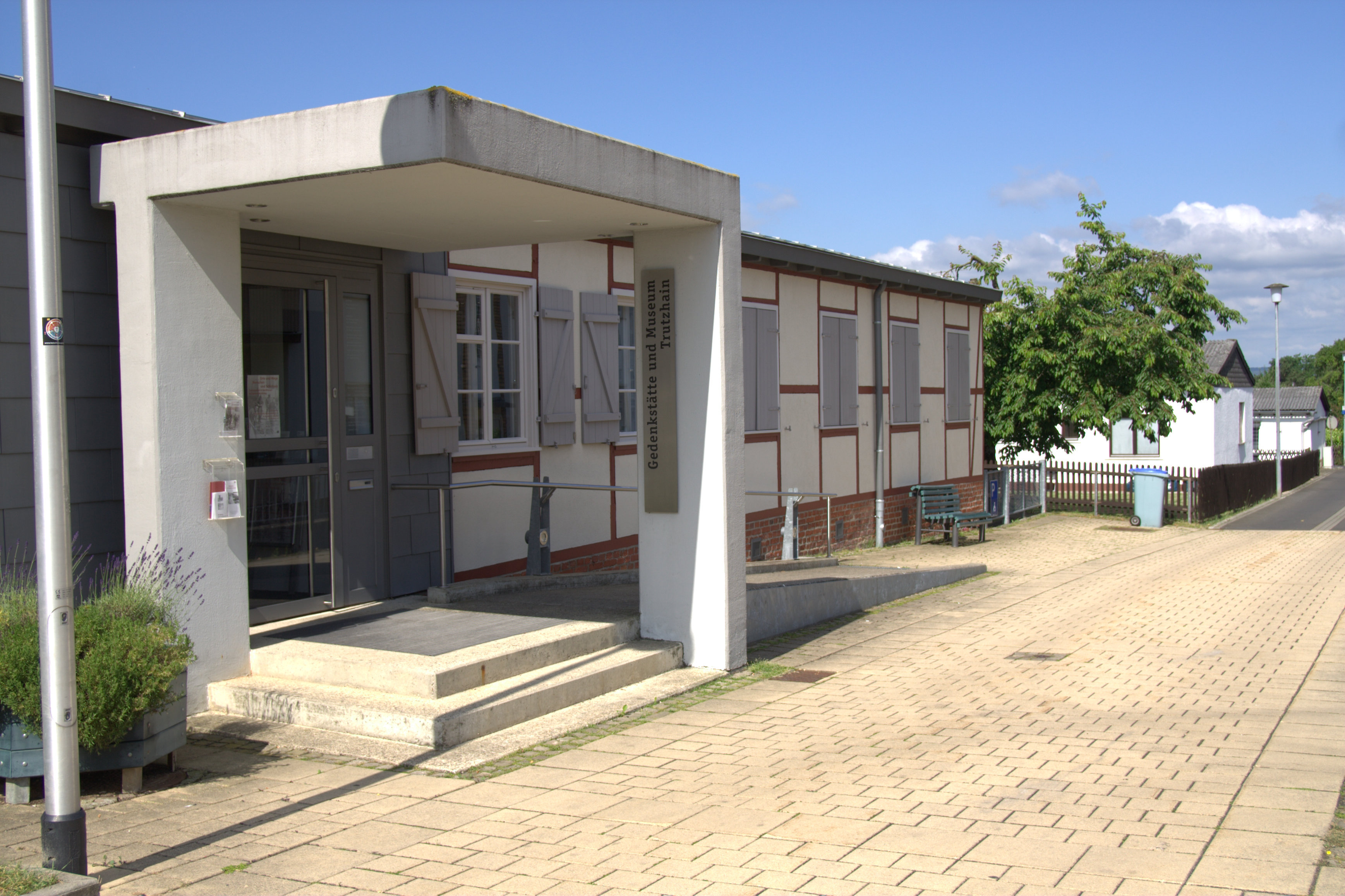
Gedenkstätte Trutzhain
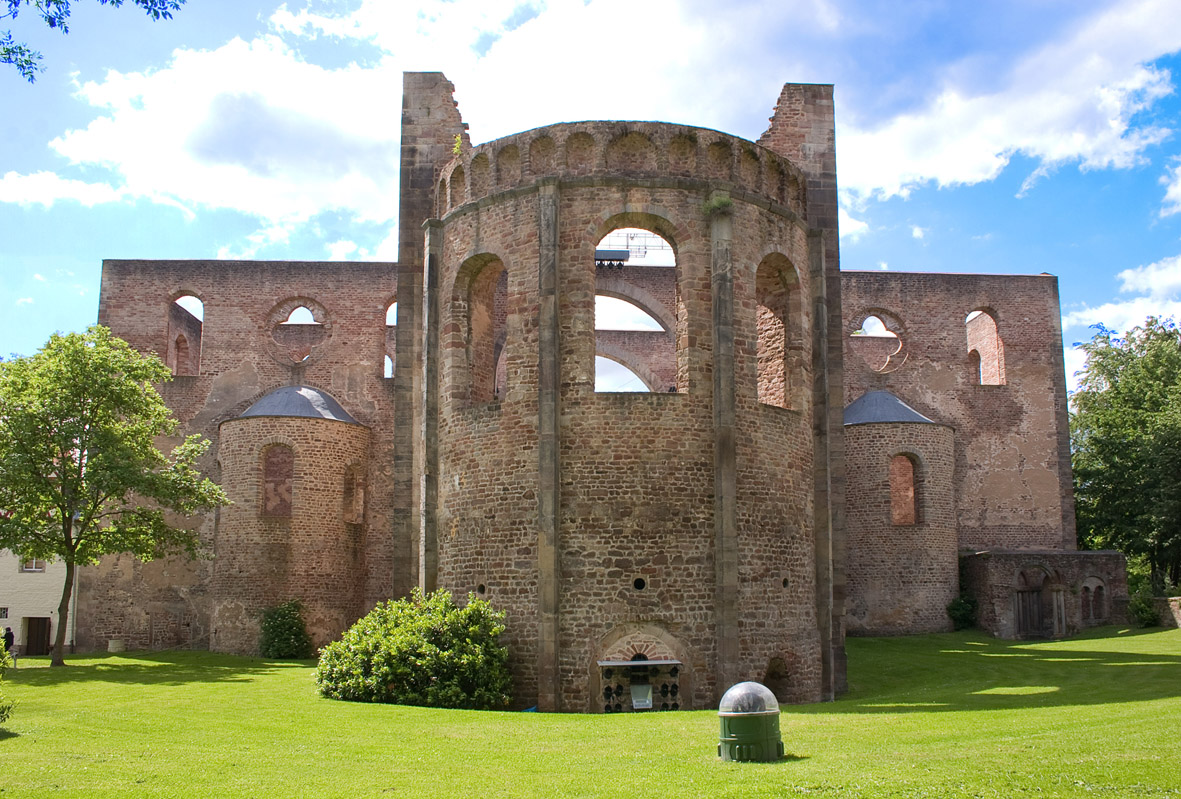
Stiftsruine Bad Hersfeld
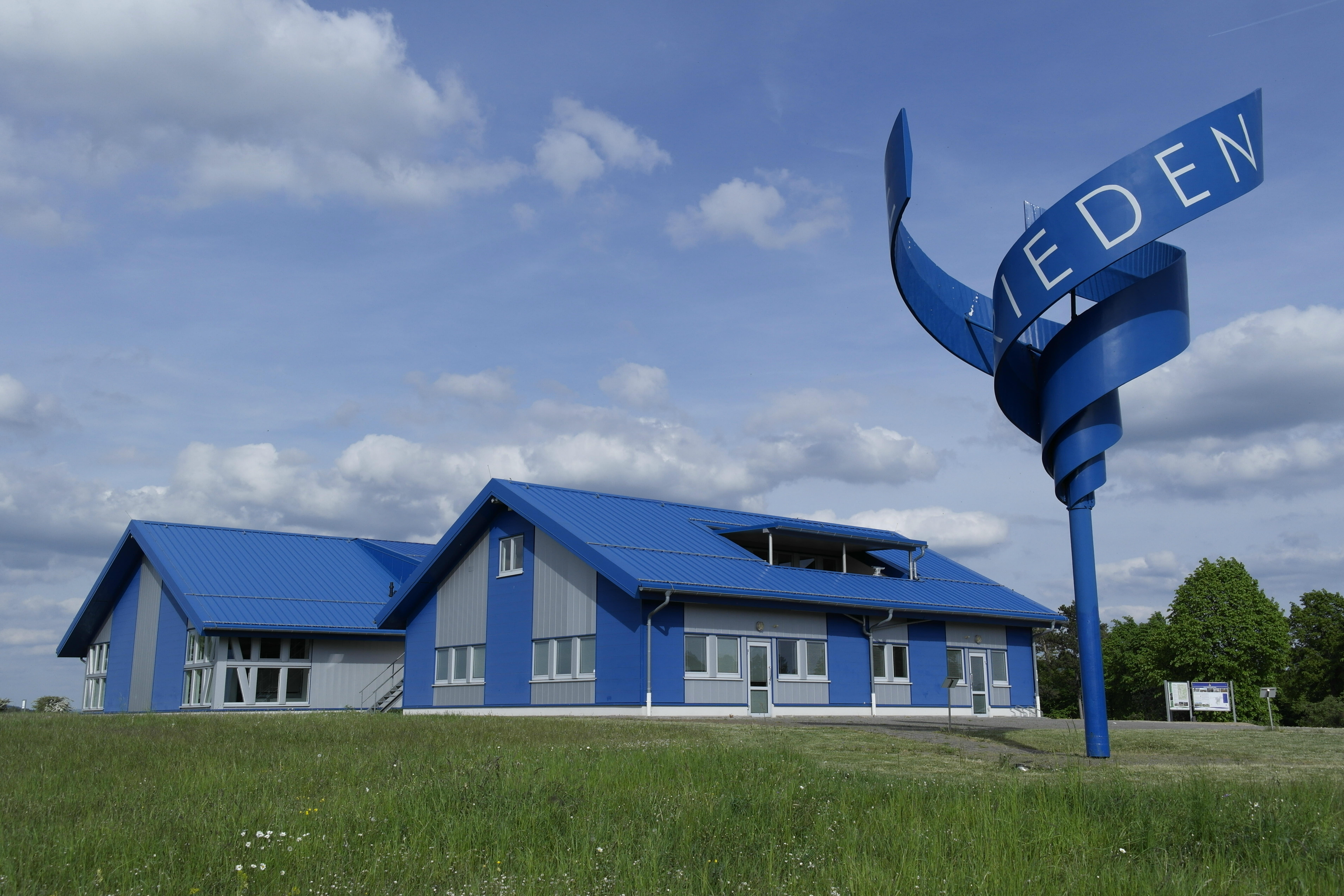
Point Alpha, 33 km entfernt vom Radweg
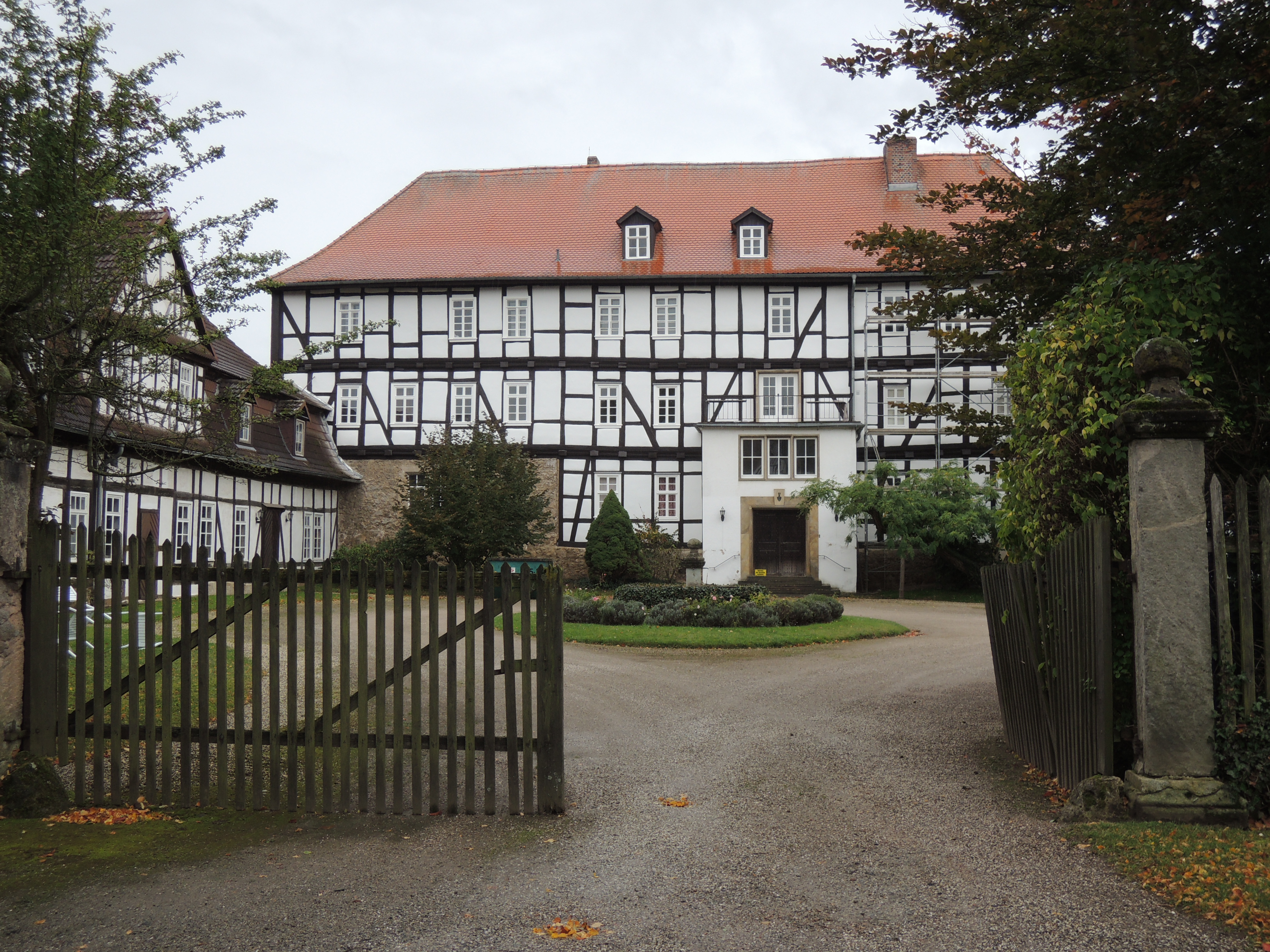
Familiensitz der Trott zu Solz
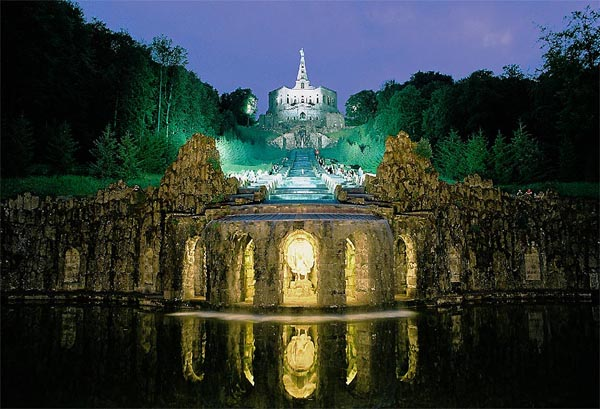
Nächtliche Wasserspiele im als UNESCO-Welterbe ausgezeichneten Bergpark Wilhelmshöhe

### 3. Abschnitt Kassel–Goslar
- Kassel–Hann. Münden
- Hannoversch Münden–Höxter
- Höxter–Einbeck
- Einbeck–Goslar

Ziele im Abschnitt Kassel–Goslar
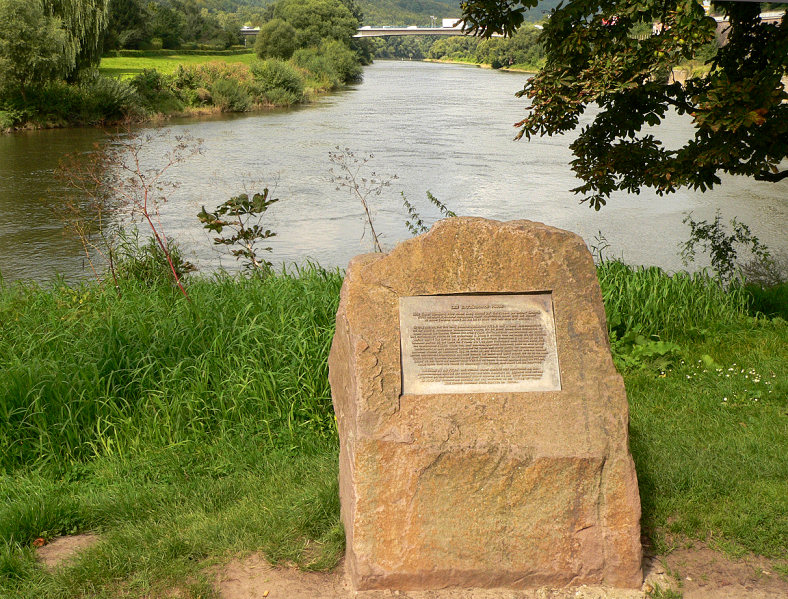
Weserstein am Zusammenfluss von Werra und Fulda (Fluss)
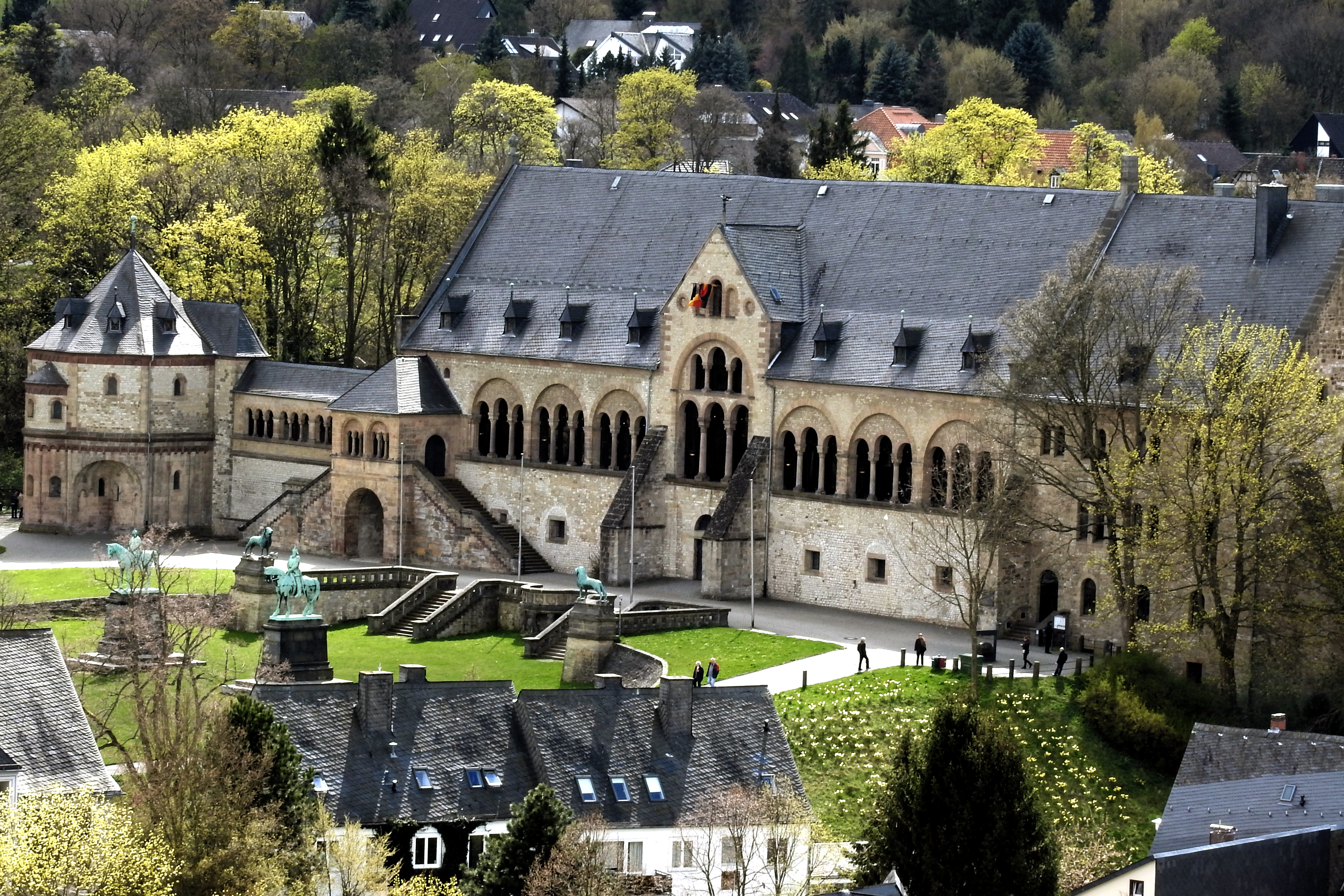
Kaiserpfalz Goslar

### 4. Abschnitt Goslar–Dessau
- Goslar–Blankenburg (Harz)
- Blankenburg–Gatersleben
- Gatersleben–Bernburg (Saale)
- Bernburg–Dessau

Ziele im Abschnitt Goslar–Dessau
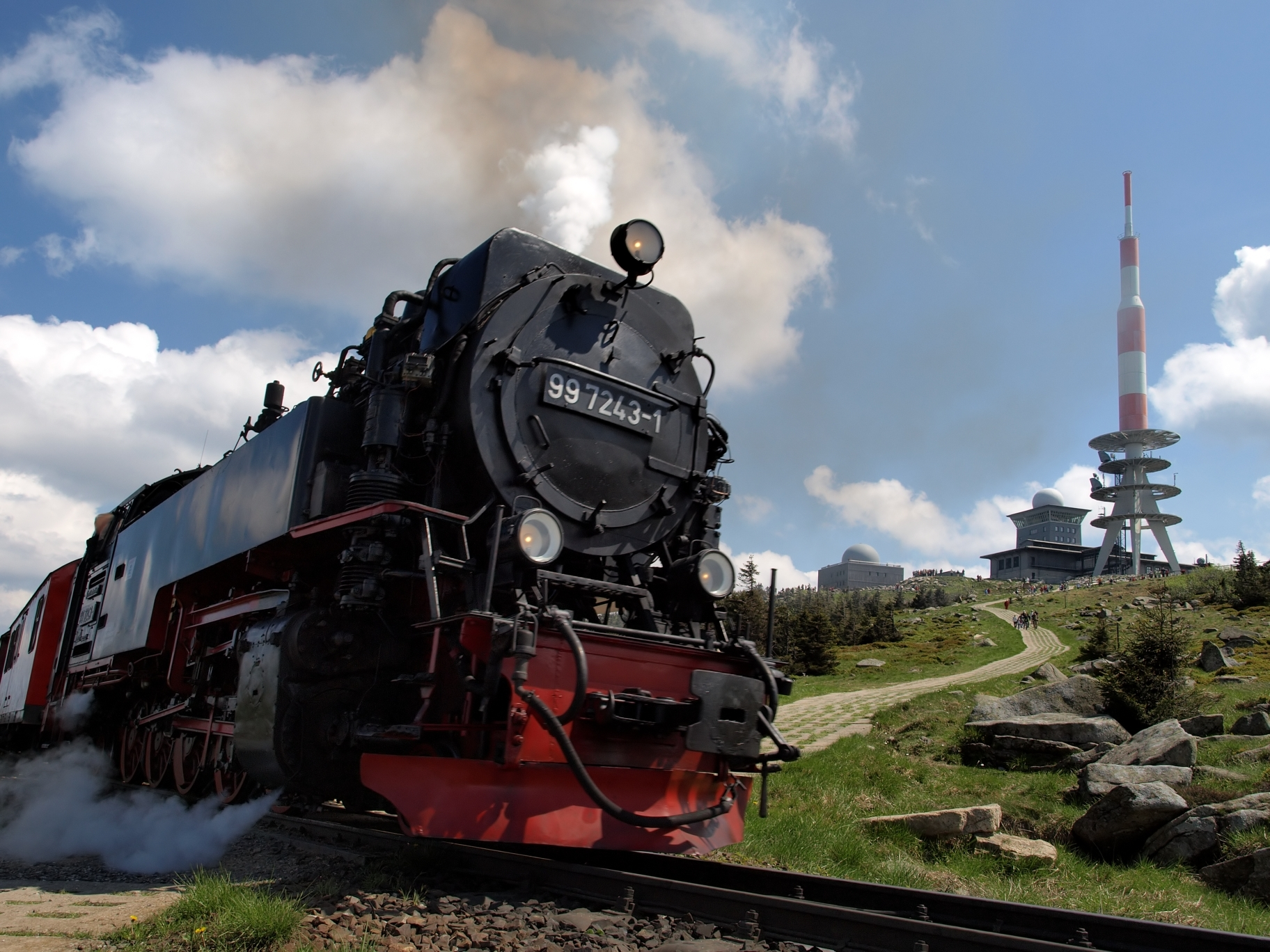
Brockenbahn
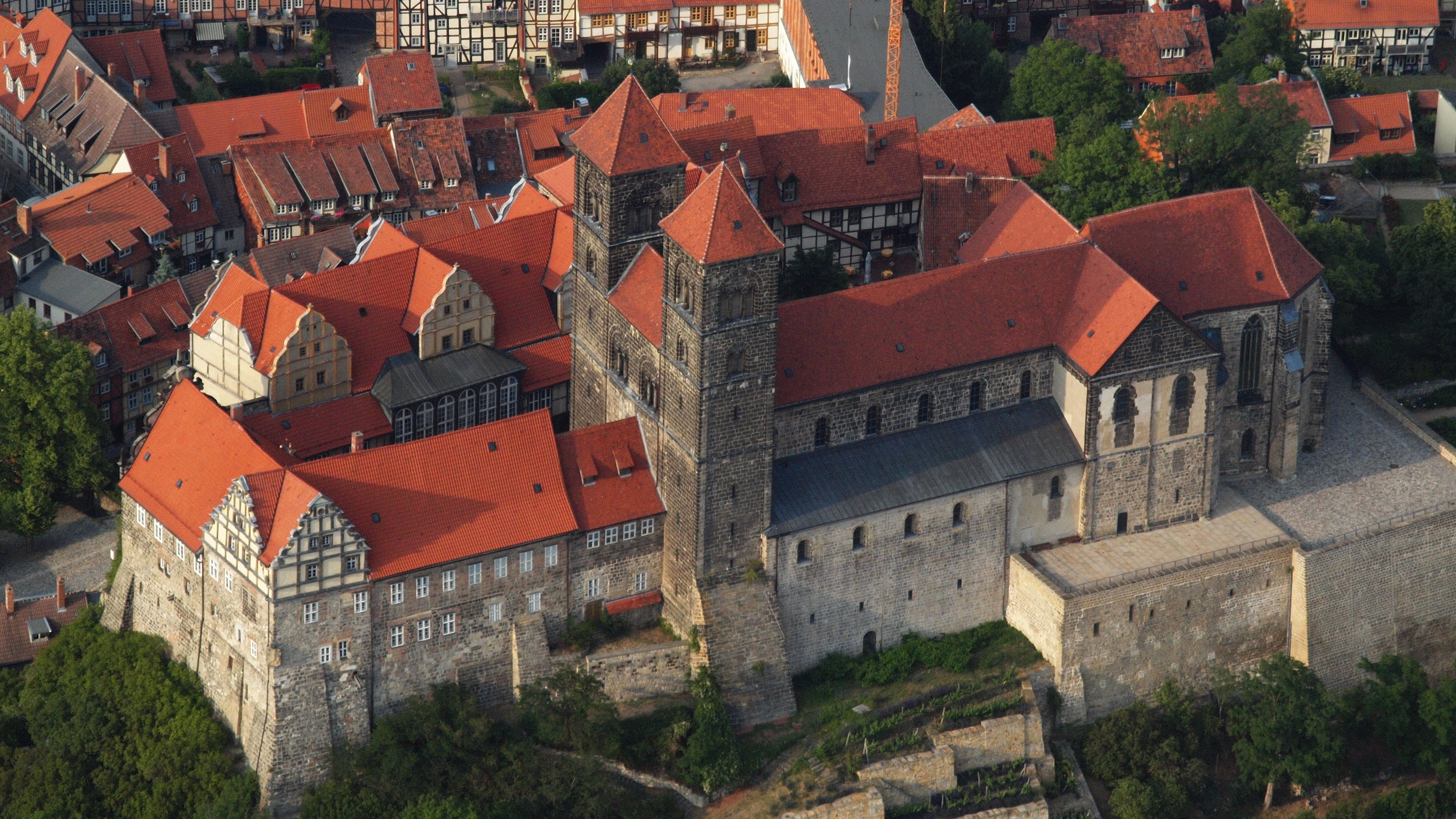
Stiftskirche und Schloss in Quedlinburg

### 5. Abschnitt Dessau–Berlin
- Dessau–Lutherstadt Wittenberg
- Wittenberg–Beelitz
- Beelitz–Berlin

Ziele im Abschnitt Dessau–Berlin
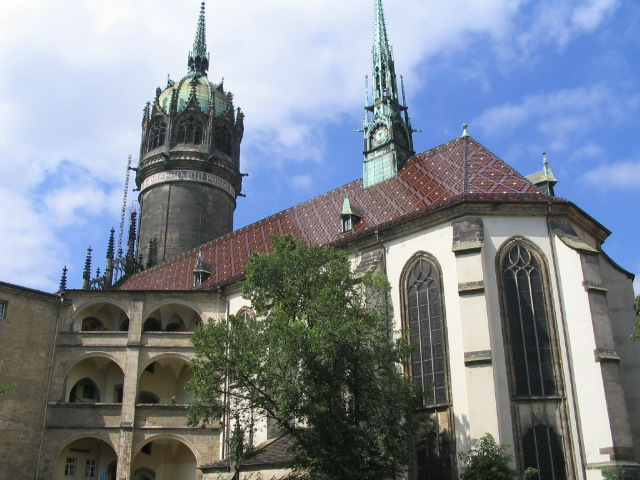
Schlosskirche (Lutherstadt Wittenberg)
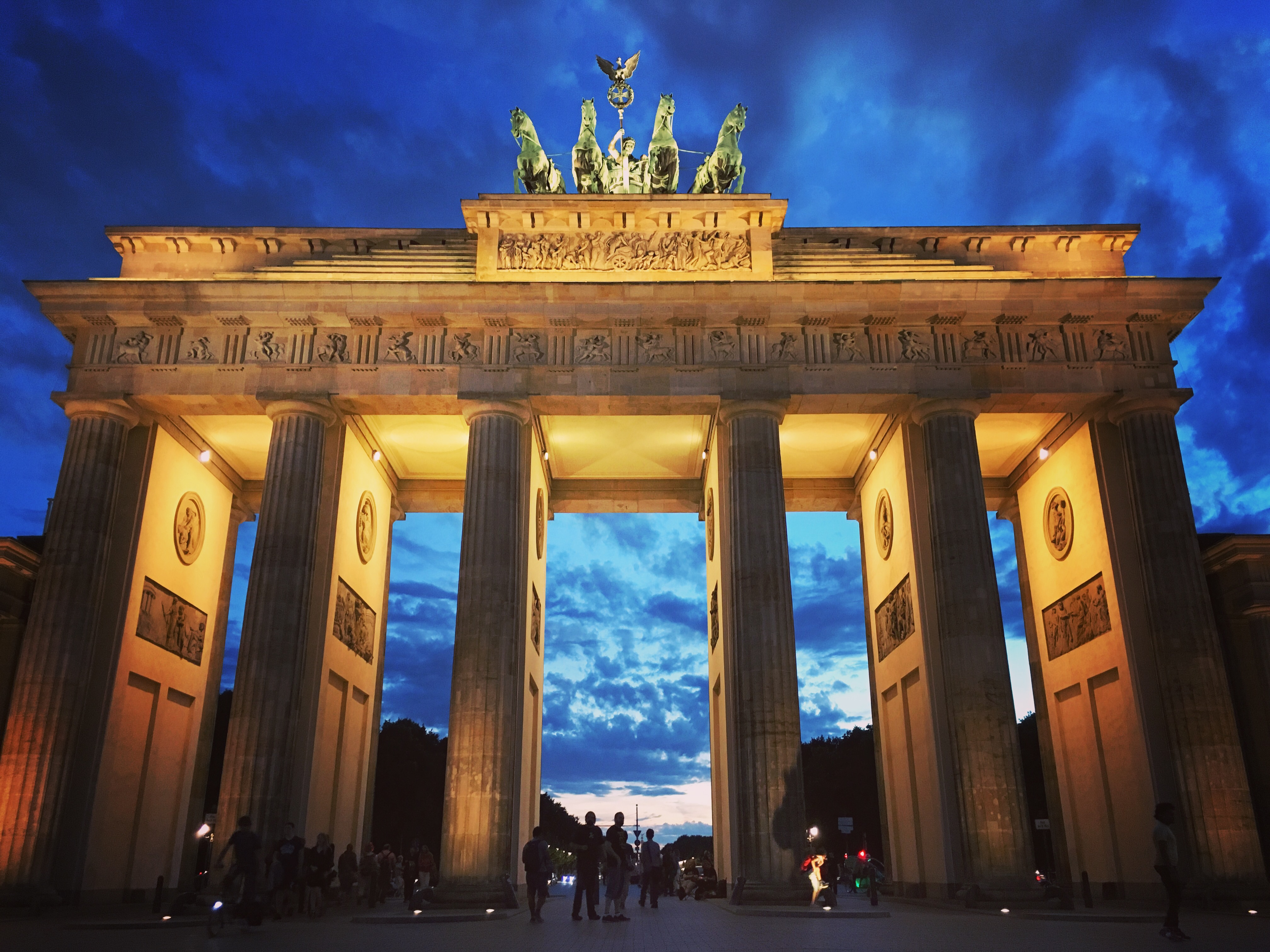
Brandenburger Tor

## Radstätten

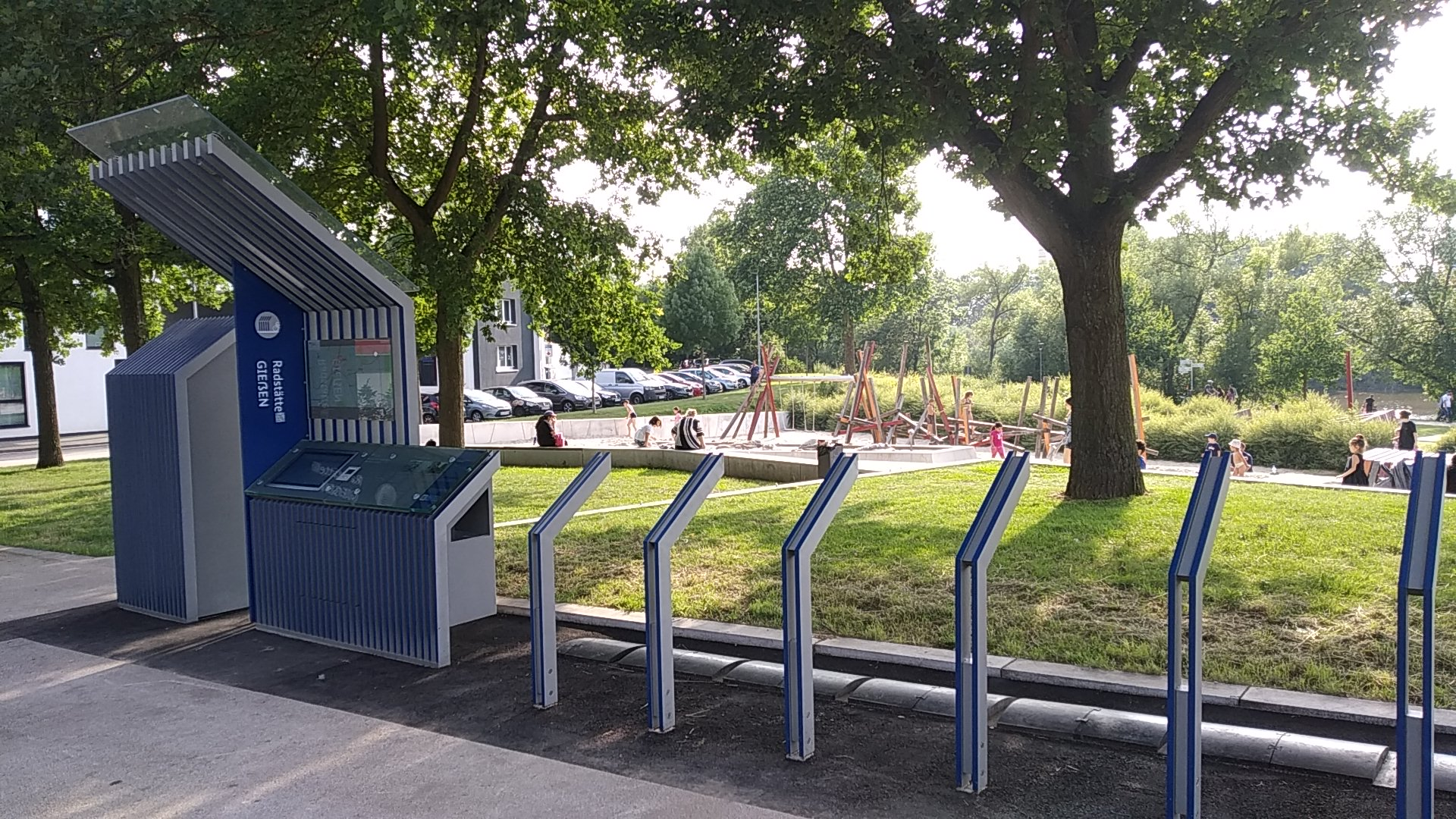
Die Radstätte Gießen (eingeweiht 2021)

### Ausstattung
Ein neues Konzept wird mit den so genannten Radstätten verfolgt, die entlang des Weges errichtet werden. Drei unterschiedliche Typen mit modulartigem Aufbau sind vorgesehen, die je nach Ausstattung unterschiedliche Funktionen bieten:
- Infopaneel mit analogen Informationen
- Touch-Panel-PC für digitale Informationen
- Hotspot für kostenloses WLAN
- Lademöglichkeit für E-Bikes
- Witterungsschutz mit Sitzbank und Beleuchtung
- Fahrradständer
- verschließbare Fahrradboxen
- Ladeschließfächer mit 2 Steckdosen und LED-Beleuchtung
- Gepäckfächer
- Servicestation mit Reparaturset und Luftpumpe
- eine Trinkwasserzapfstelle
- LED-Beleuchtung
- Abfallbehälter

Radfahrende können unterschiedliche digitale Angebote der offiziellen Website nutzen. Neben einem Routenplaner wird eine Partner-App zur Verfügung gestellt.

### Standorte
Nach den ersten Prototypen in Bonn und Berlin entstanden (beziehungsweise entstehen) Radstätten an vielen Orten entlang des Radweges. Stand Juli 2021 handelt es sich um folgende Standorte:
- Bonn
- Weißenthurm (VG, Standort Kaltenengers)
- Nassau
- Limburg
- Weilburg
- Gießen
- Marburg
- Schwalmstadt
- Neukirchen
- Rasdorf
- Rotenburg a. d. Fulda
- Kassel
- Fuldatal
- Wahmbeck (Bodenfelde)
- Bad Karlshafen (in Vorbereitung)
- Seesen
- Bad Harzburg
- Blankenburg
- Thale (in Vorbereitung)
- Ermsleben-Falkenstein
- Bernburg (Saale)
- Ferropolis
- Bad Belzig
- Borkheide
- Berlin